# Хорватский динар
Хорва́тский дина́р (хорв. Hrvatski dinar) — денежная единица Республики Хорватии с 23 декабря 1991 года по 30 мая 1994 года.
Международный код в системе ISO 4217 — HRD.
Название валюты происходит от древнеримского денария.

## История
Ранее входившая в состав Югославии (СФРЮ) Хорватия 25 июня 1991 года объявила о своей независимости и вышла из состава федерации.
Хорватский динар, как временная денежная единица, был введён в обращение 23 декабря 1991 года для замены югославского динара. Установленный курс обмена был 1 югославский динар = 1 хорватский динар.
Обмен югославских динаров на хорватские осуществлялся с 23 по 31 декабря 1991 года.
Новая денежная единица была введена на всей территории Хорватии, кроме непризнанной Республики Сербская Краина, где в обращении находилась собственная валюта.
30 мая 1994 года в Хорватии была введена новая денежная единица — хорватская куна. Установленный курс обмена — 1 куна = 1000 хорватских динаров. Обмен осуществлялся в период с 30 мая 1994 года по 30 июня 1995 года.
Переход на новую валюту завершился 1 июля 1995 года.
Банкноты хорватского динара были выпущены номиналом 1, 5, 10, 25, 100, 500, 1 000, 2 000, 5 000, 10 000, 50 000 и 100 000 динаров. Монеты не выпускались.

## Банкноты
| Изображение     | Изображение       | Номинал (динаров) | Размеры (мм) | Основные цвета     | Описание                                               | Описание                                                | Описание                    |
| Лицевая сторона | Оборотная сторона | Номинал (динаров) | Размеры (мм) | Основные цвета     | Лицевая сторона                                        | Оборотная сторона                                       | Водяной знак                |
| --------------- | ----------------- | ----------------- | ------------ | ------------------ | ------------------------------------------------------ | ------------------------------------------------------- | --------------------------- |
|                 |                   | 1                 | 105×55       | оранжевый красный  | портрет хорватского учёного Руджера Бошковича, номинал | Загребский кафедральный собор, номинал                  | эллипсы                     |
|                 |                   | 5                 | 105×55       | тёмно-синий        | портрет хорватского учёного Руджера Бошковича, номинал | Загребский кафедральный собор, номинал                  | эллипсы                     |
|                 |                   | 10                | 105×55       | красный коричневый | портрет хорватского учёного Руджера Бошковича, номинал | Загребский кафедральный собор, номинал                  | эллипсы                     |
|                 |                   | 25                | 110×62       | коричневый         | портрет хорватского учёного Руджера Бошковича, номинал | Загребский кафедральный собор, номинал                  | ромбы с цифрой «5»          |
|                 |                   | 100               | 110×62       | зелёный            | портрет хорватского учёного Руджера Бошковича, номинал | Загребский кафедральный собор, номинал                  | отсутствует                 |
|                 |                   | 500               | 130×67       | фиолетовый красный | портрет хорватского учёного Руджера Бошковича, номинал | Загребский кафедральный собор, номинал                  | баптистерий князя Вышеслава |
|                 |                   | 1000              | 130×67       | фиолетовый синий   | портрет хорватского учёного Руджера Бошковича, номинал | Загребский кафедральный собор, номинал                  | баптистерий князя Вышеслава |
|                 |                   | 2000              | 130×67       | многоцветная       | портрет хорватского учёного Руджера Бошковича, номинал | скульптура Ивана Мештровича «История хорватов», номинал | баптистерий князя Вышеслава |
|                 |                   | 5000              | 130×67       | многоцветная       | портрет хорватского учёного Руджера Бошковича, номинал | скульптура Ивана Мештровича «История хорватов», номинал | баптистерий князя Вышеслава |
|                 |                   | 10 000            | 130×67       | многоцветная       | портрет хорватского учёного Руджера Бошковича, номинал | скульптура Ивана Мештровича «История хорватов», номинал | баптистерий князя Вышеслава |
|                 |                   | 50 000            | 130×67       | красный            | портрет хорватского учёного Руджера Бошковича, номинал | скульптура Ивана Мештровича «История хорватов», номинал | баптистерий князя Вышеслава |
|                 |                   | 100 000           | 130×70       | зелёный            | портрет хорватского учёного Руджера Бошковича, номинал | скульптура Ивана Мештровича «История хорватов», номинал | баптистерий князя Вышеслава |